# Список экорегионов Уганды
Ниже приводится список экорегионов в Уганде, о чем свидетельствует Всемирный Фонд дикой природы (ВФП).

## Наземные экорегионы
по основным типам местообитаний

### Тропические и субтропические влажные широколистные леса
- Восточно-африканские горные леса
- Горные леса рифта Альбертин

### Тропические и субтропические луга, саванны и кустарники
- Восточные Суданские саванны
- Лесная саванна бассейна Виктории
- Лесная саванна Северного Конго
- Северные чащи и кустарниковые заросли акации и коммифоры

### Альпийские луга
- Восточно-африканские вересковые пустоши
- Горные вересковые пустоши Рувензори и Вирунга

## Пресноводные экорегионы
по биорегиону

### Нило-Судан
- Верхний Нил

### Великие Африканские озёра
- Альберт
- Эдуард
- Киву
- Виктория